# Közönséges szerecsenlepke
A közönséges szerecsenlepke (Erebia aethiops) európai elterjedésű, a tarkalepkefélék családjához tartozó lepkefaj.

## Előfordulása
Elsősorban Közép- és Kelet-Európai faj. Írországból, az Ibériai-félszigetről, az Appennini-félszigetről (általában a mediterrán régióból) és Skandináviából hiányzik. A Brit-szigeteken Skóciában él. Keleti irányban Észak-Törökországon keresztül egészen Nyugat-Szibériáig terjed élettere. Magyarországon csak az Őrségben, a Zempléni-hegységben és az Aggteleki-karszton fordul elő.

## Megjelenése
A közönséges szerecsenlepke hímjeinek szárnyfesztávolsága 44–48 mm, míg a nőstények valamivel nagyobbak, 46–52 mm-esek. A szárnyak alapszíne sötét csokoládébarna-feketésbarna. A szárnyak szélén vörös gyűrűvel övezett fekete szemsor húzódik, melyek közepén kis fehér pupilla is látható. A széles vörös gyűrűk gyakran sávvá olvadnak össze, mely az elülső szárnyakon láthatóan erőteljesebb. A szárnyak fonákja valamivel világosabb, hamvasabb, rozsdásabb árnyalatú. Az elülső szárny fonákján ugyanaz a rajzolat található, mint a színén; a hátulsó szárnyakon viszont szemek helyett csak a pupillák apró fehér pontsora látszik. A hátsó szárnyak fonákján széles barnásszürke és vöröses őzbarna sávok (melyek ívben hajolva követik a szárny külső szegélyét) váltják egymást.
A hernyó sárgásbarna-sárgásszürke, hosszában fehéren-sötétbarnán-fakózölden csíkozott. Feje sötétebb sárgásbarna.

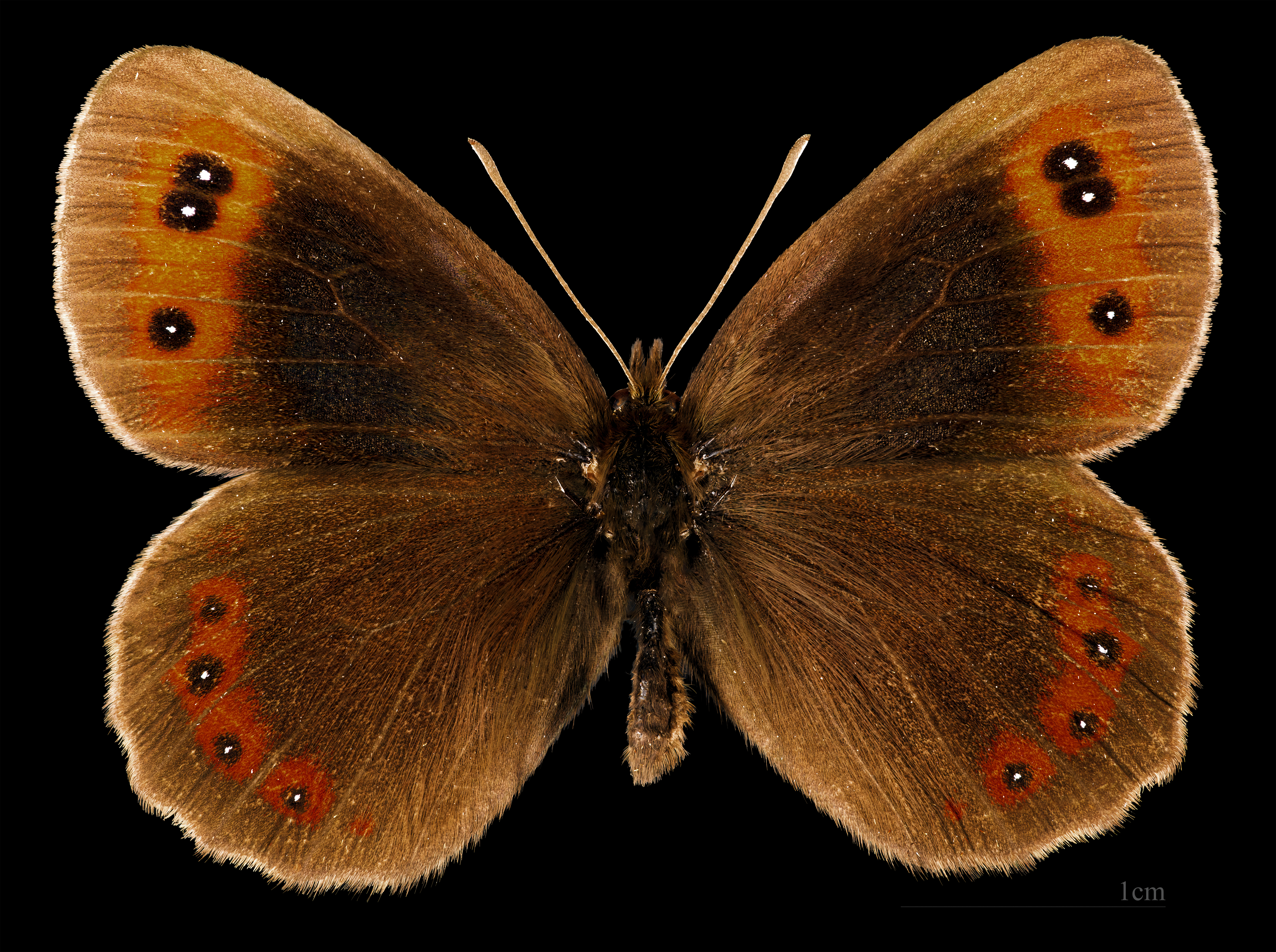
Erebia aethiops ♂
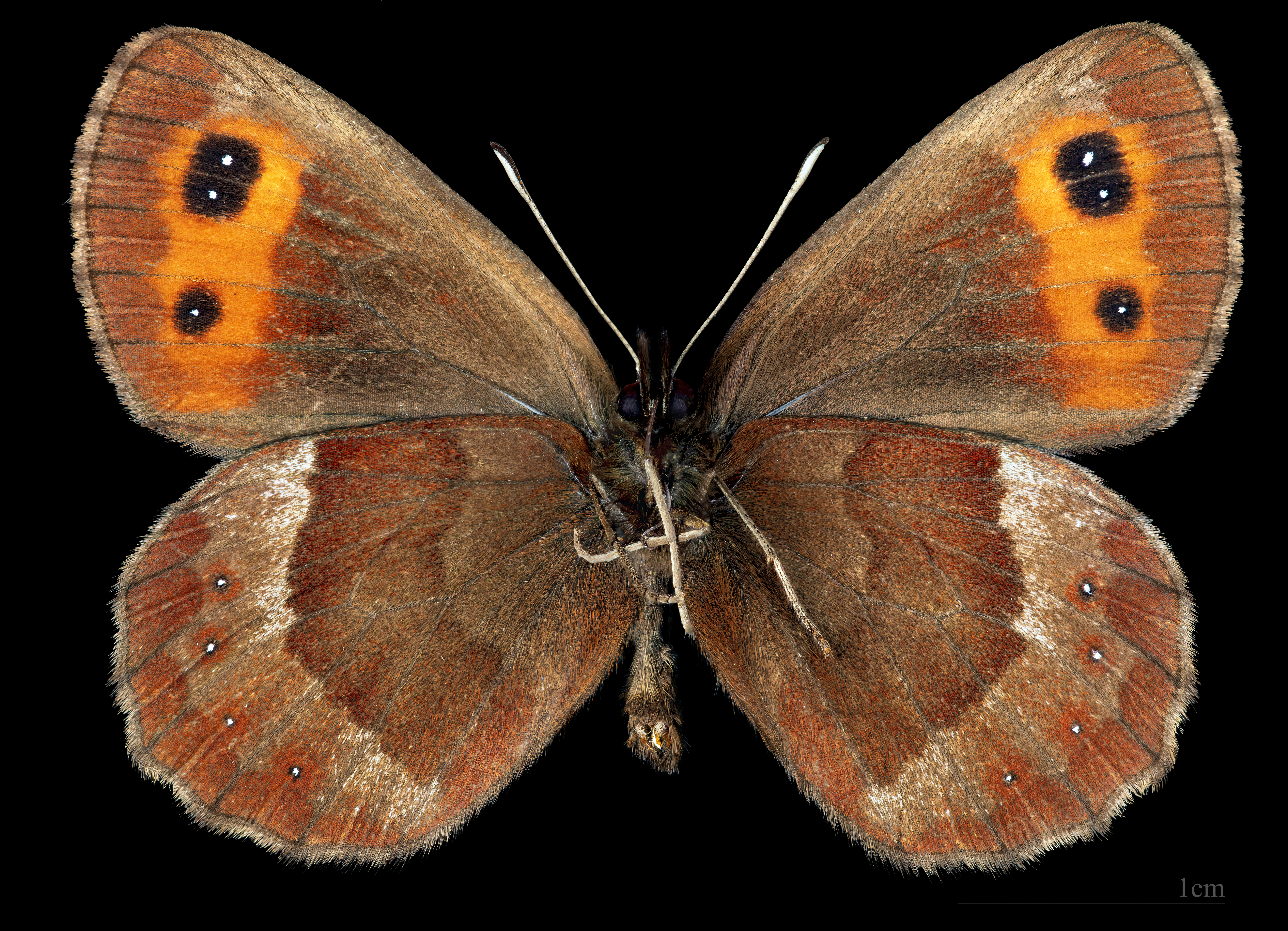
Erebia aethiops ♂  △
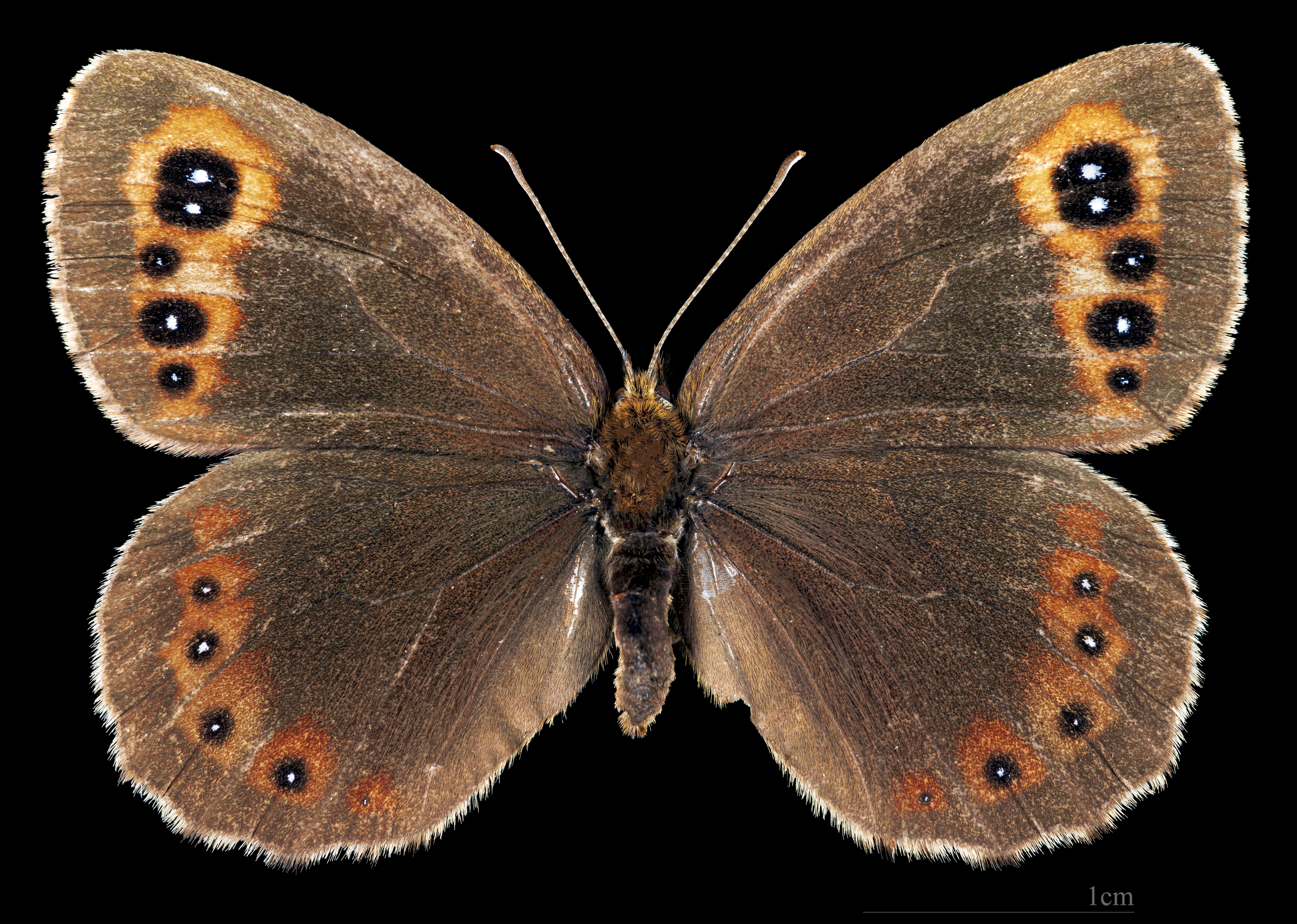
Erebia aethiops ♀
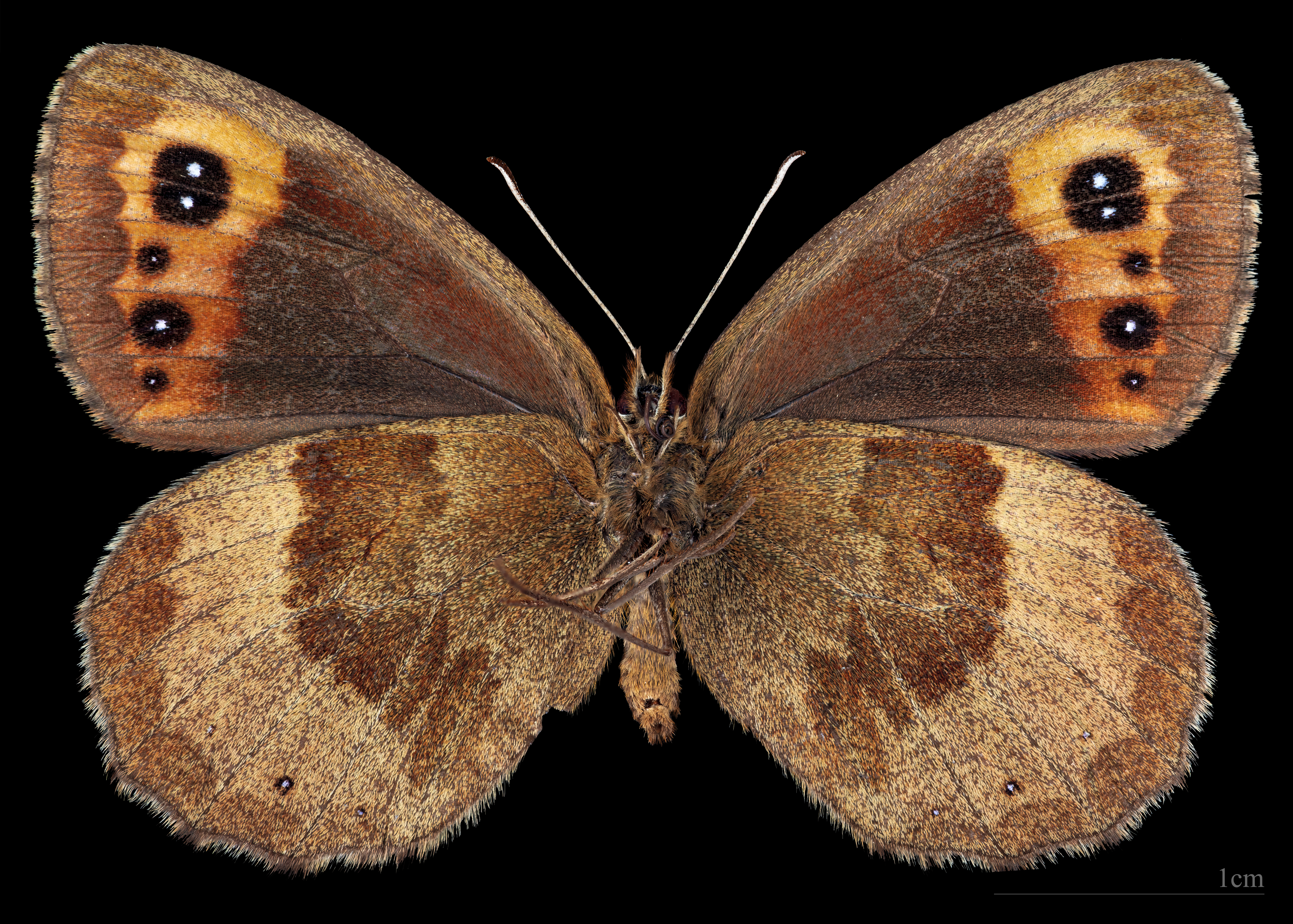
Erebia aethiops ♀ △

## Életmódja
A nedves folyó- és patakvölgyeket, lápréteket, üde erdők peremét kedveli, ahol tápnövényei nagy mennyiségben nőnek. Az imágók július-augusztusban repülnek, többnyire csak napsütésben; felhős időben a fűszálak közé rejtőznek. A párzás reggel vagy kora délelőtt történik és mintegy egy óráig tart. A nőstény a hernyó tápnövényeire rakja le kerek, sárga (hamar bebarnuló) petéit, melyek 2-3 hét múlva kelnek ki. Hernyói fűfélék: kékperje (Molinia), nyúlfarkfű (Sesleria), rozsnok (Bromus), szálkaperje (Brachypodium), perje (Poa), csenkesz (Festuca), ebír (Dactylis), helyenként sás (Carex) leveleivel táplálkoznak. A hernyók esténként és reggel táplálkoznak, növekedésük lassú. Az első vedlés után az ősz beköszöntével a fű tövéhez vonulnak és hibernálódva vészelik át a telet. Áprilisban aktiválódnak, összesen háromszor vedlenek, majd június közepén laza selyemszálak alkotta gubóban a moha vagy száraz fű között bebábozódnak. A bábból két-három hét múlva kelnek ki a pillangók.
Magyarországon védett, természetvédelmi értéke 50 000 Ft.

## Képek

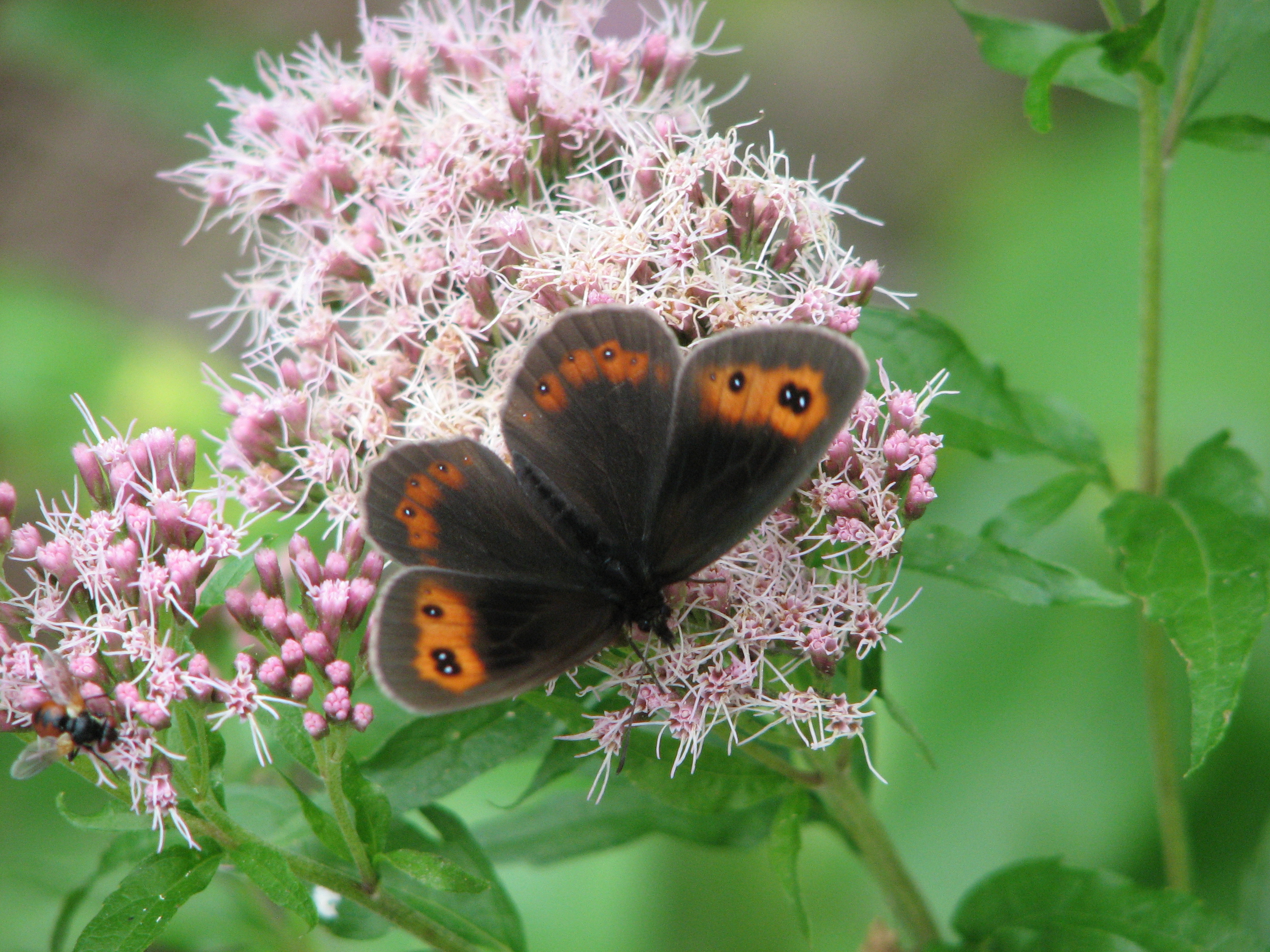
Közönséges szerecsenlepke
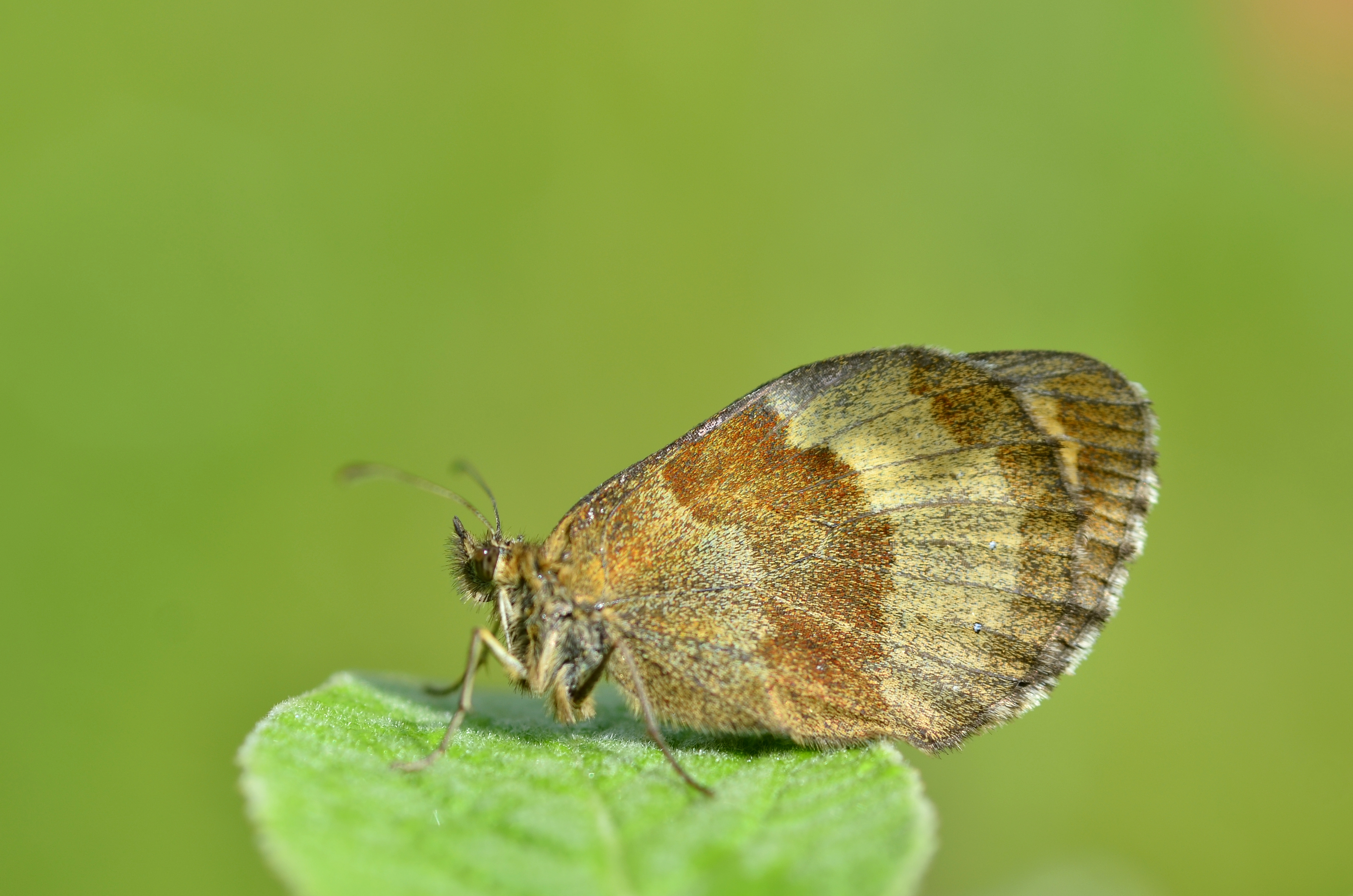
Összecsukott szárnyakkal
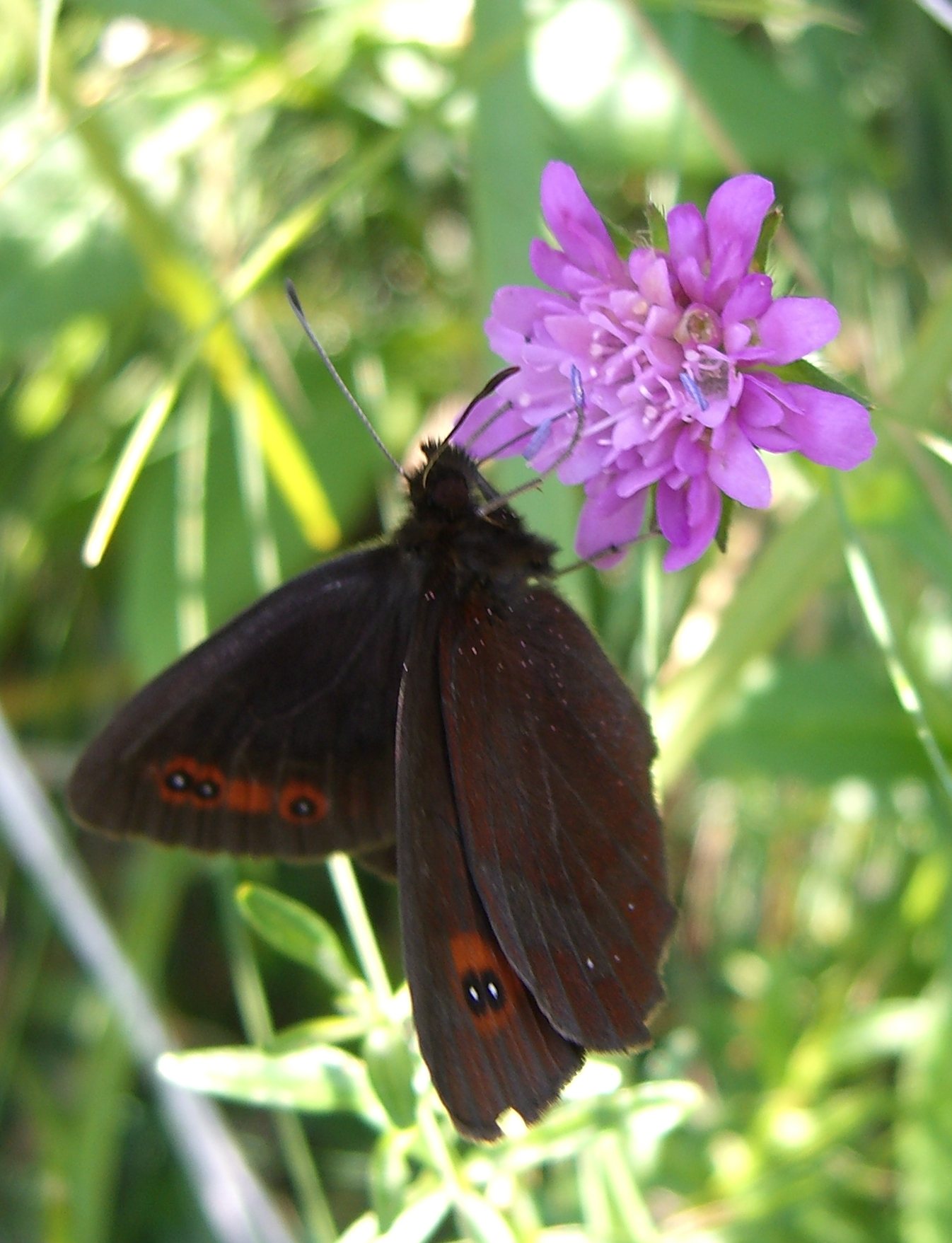
Sötét szárnyfonákú változat
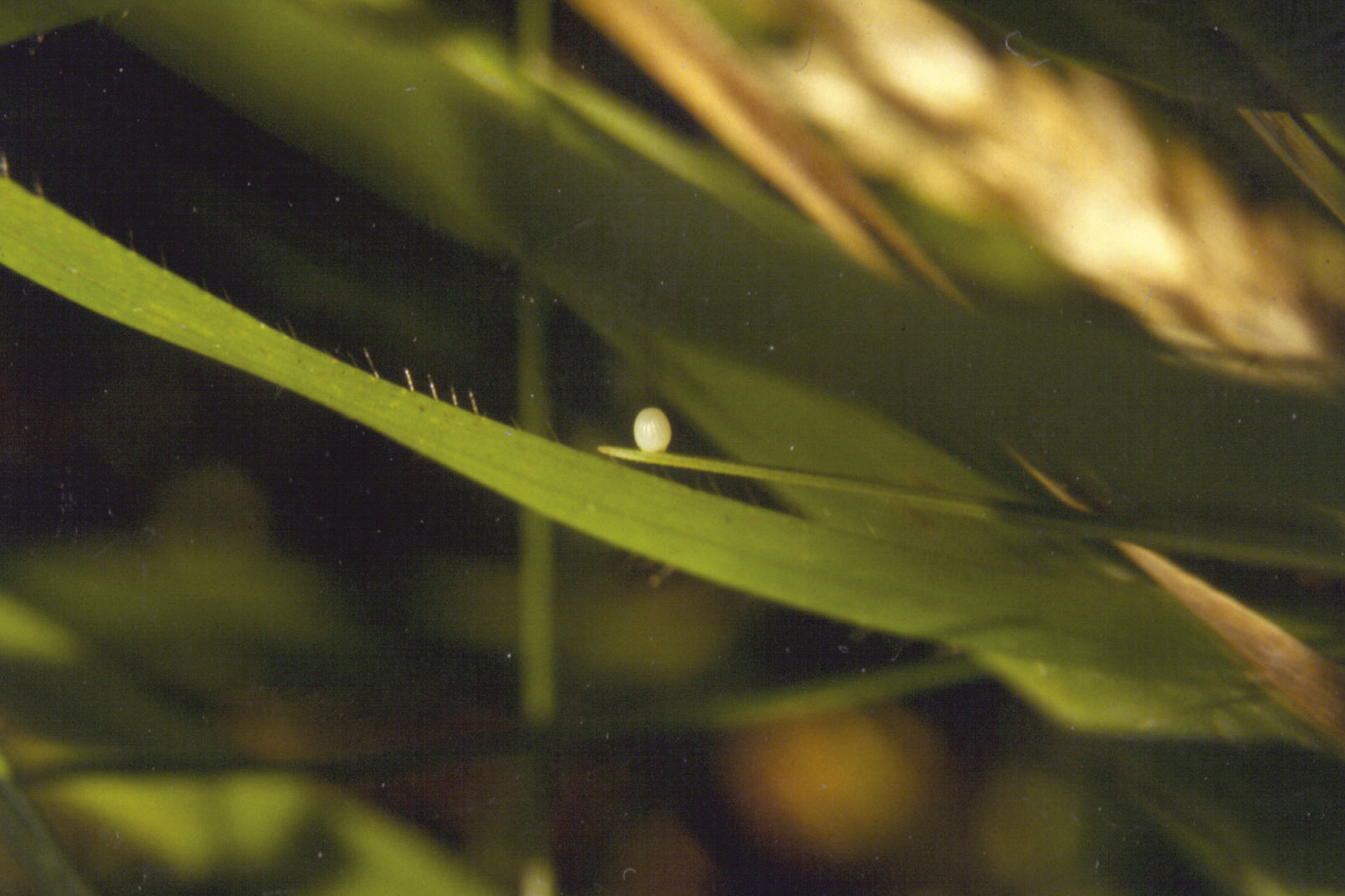
Petéje
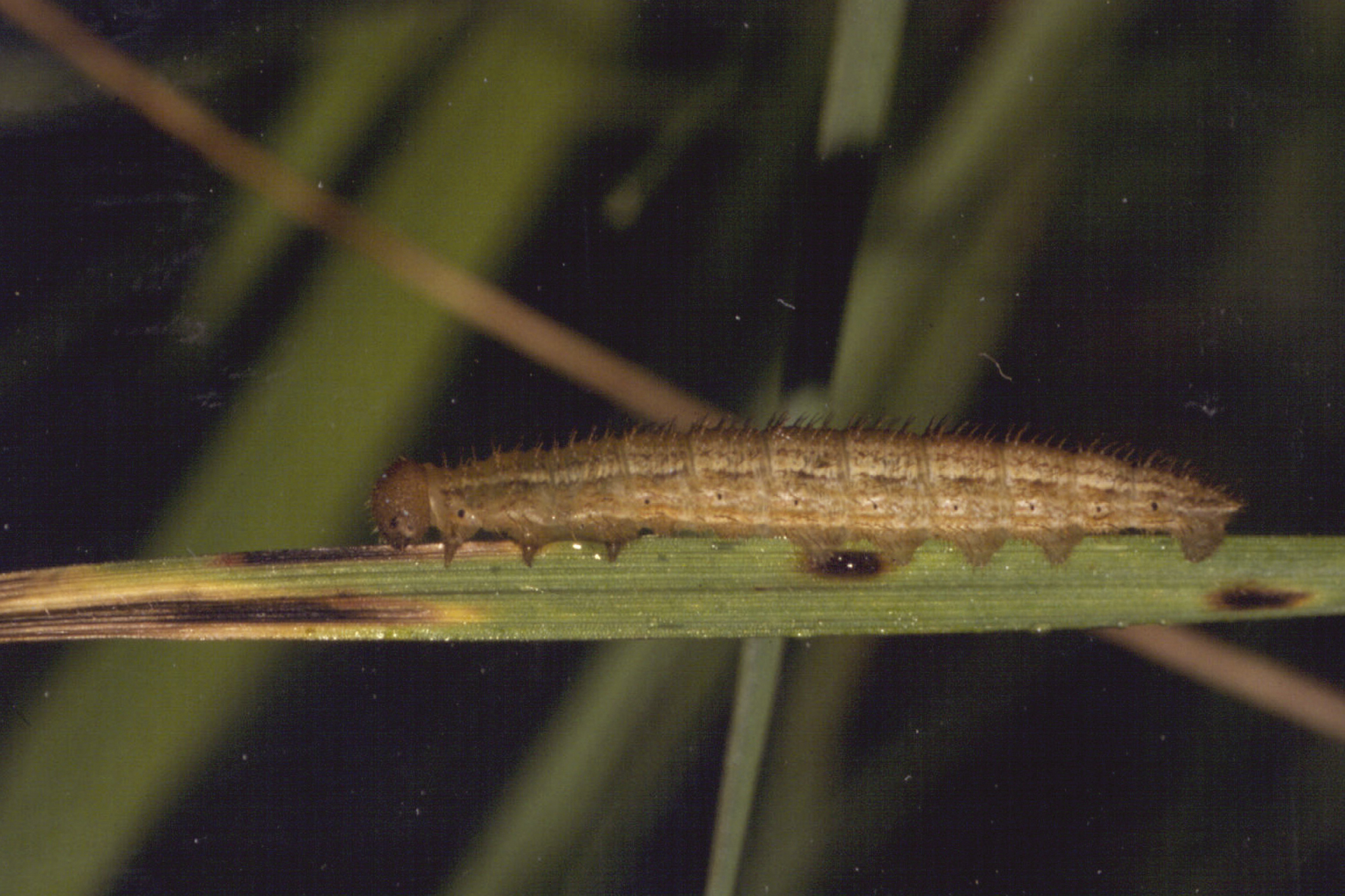
Hernyója
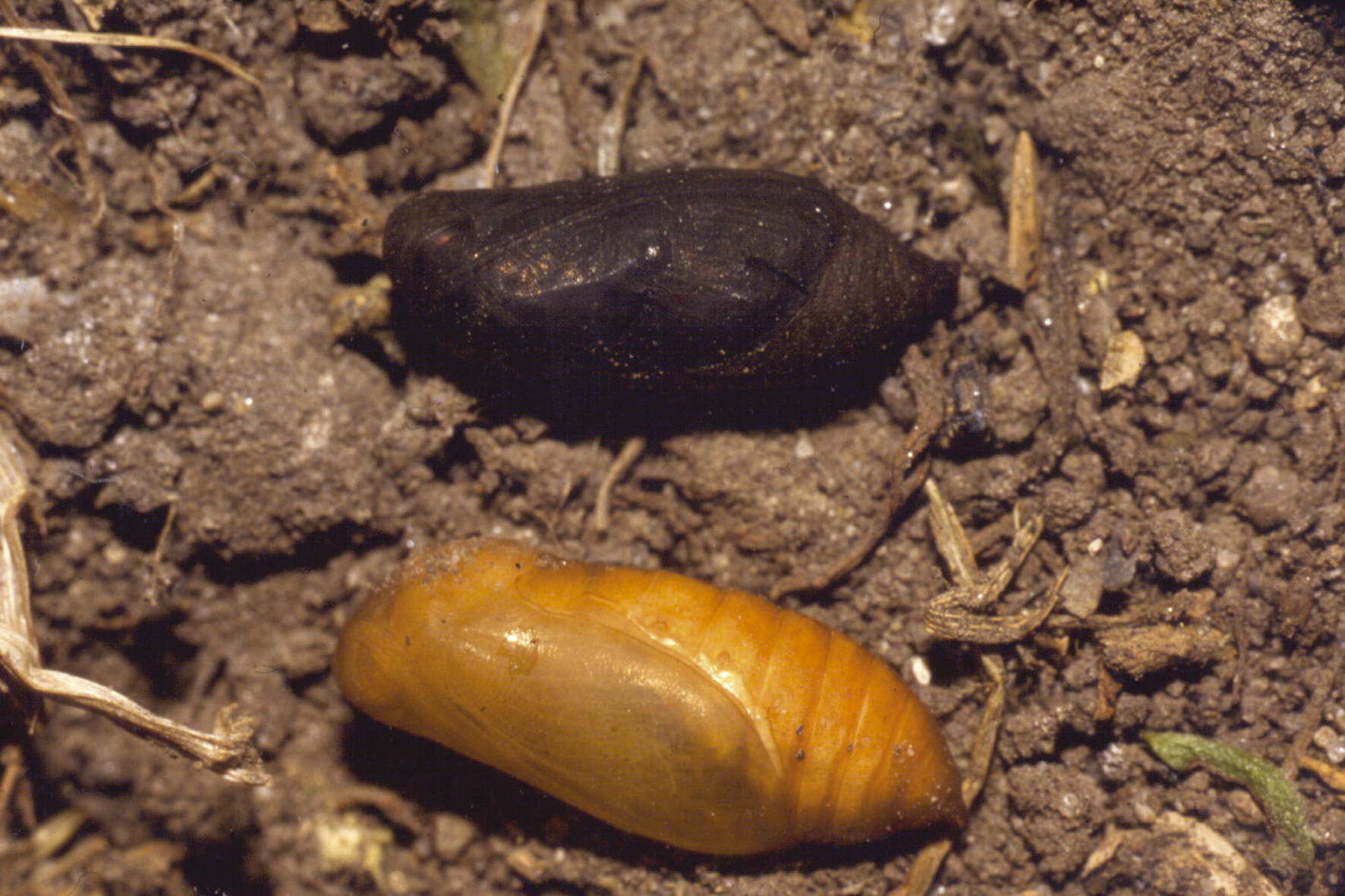
Bábja